# International Songwriting Competition
O International Songwriting Competition (ISC), fundado em 2002, é uma competição anual de composição musical voltada para compositores amadores e profissionais. Não há um evento físico para participar, pois a competição é realizada online, e qualquer pessoa no mundo pode se inscrever. A cada ano, o concurso distribui mais de $150.000 dólares em dinheiro e prêmios, incluindo 25.000 dólares para o vencedor da premiação principal. Além disso, o ISC oferece aos artistas a oportunidade de ter suas músicas ouvidas por artistas famosos e executivos da indústria musical.

## Organização
A organização da competição é feita nos Estados Unidos e aceita inscrições de qualquer país do mundo. Na prática, são mais de cem países participantes. A taxa de inscrição é de 35 dólares, e é possível se inscrever tanto por meio físico quanto online, além da plataforma Sonicbids. Os vencedores são escolhidos por um júri composto por nomes renomados do mundo artístico e da indústria musical, com exceção do prêmio People's Voice, cujo vencedor é determinado pelo público por meio de uma votação online.

## Visão geral

###### Dependendo da categoria, as inscrições são avaliadas com base nos seguintes critérios:[9]
- Criatividade
- Originalidade
- Letras
- Melodia
- Arranjo
- Fácil de escutar

###### Há 24 categorias nas quais os artistas podem participar:[9]
| - Álbum alternativo para Adultos - Adulto Contemporâneo - Americana - Blues - Música Infantil - Música Gospel - Comédia/Novidade - Country - Música Eletrônica - Folk/Cantor-Compositor - Hip Hop/Rap - Jazz | - Música Latina - Letras da música - Videoclipes - Performance - Pop/Top 40 - R&B/Soul - Rock - Música Adolescente - Música não publicada - Sem Gravadora - Música mundial |

## Lista de vencedores
Alguns dos nomes que já venceram a competição:
| - Tones and I - The Band Perry - Roman Miroshnichenko - Faouzia - Illenium - Gin Wigmore - R.LUM.R - Vance Joy - Kimbra | - Kehlani - Lindey Stirling - The Teskey Brothers - Amy Shark - Altered Five Blues Band - Bastille - Gotye - Passenger |

## Jurados
O ISC frequentemente terá jurados famosos no painel. Alguns dos jurados anteriores e atuais incluem:
| - Avicii - Bastille - Bebe Rexha - Boyz II Men - Coldplay - Dua Lipa - Femi Kuti - Florida Georgia Line - Gloria Estefan - Hardwell | - Hozier - Kesha - Kristian Bush - Linkin Park - Lorde - Mariah Carey - Rihanna - The Chainsmokers - Tom Waits |